# 卡泰里尼夫卡 (北頓涅茨克區)
48°39′54″N 38°28′18″E / 48.66500°N 38.47167°E
卡泰里尼夫卡（烏克蘭語：Катеринівка）是位於烏克蘭東部的村莊，由盧甘斯克州北顿涅茨克区的希爾斯凱市鎮負責管轄。該村始建於1900年，面積1.79平方公里，海拔高度186米，2001年人口484，人口密度每平方公里270.5人。